# Anna Hall (konstnär)
Anna Elisabeth Hall, född 30 mars 1872 i Malmö, död 15 december 1933 i Lund, var en svensk miniatyr- och porträttmålare.
Hon var dotter till majoren Bror Achates Wilhelm Ludvig von Mühlenfels och Anna Maria Casparsson och gift första gången med brukspatronen Erik Roth och andra gången från 1908 med konstnären Richard Hall. Hon studerade akvarellmålning två vintrar för Juslavo Simoir i Italien och därefter vid Académie Julien och för Émile Blanche samt Ernest Laurent i Paris. Hon medverkade i utställningar med Skånes konstförening.